# Jean-Baptiste Regnault
Jean-Baptiste Regnault (født 9. oktober 1754 i Paris, død 12. november 1829 sammesteds) var en fransk historiemaler. 
I sin barndom havde han været i Amerika; han studerede maleri i Paris (vandt 1776 Rom-prisen med Alexander og Diogenes) og i Rom, hvor han påvirkedes af Carracciernes unst; han blev 1785 akademiprofessor og adledes 1819.
Regnault malede især mytologiske arbejder, ofte graciøse i linjerne, men kølige og tomme. I kunsten en overgangsskikkelse viste han ved egne værker og ved lærervirksomhed så småt hen imod antikken som forbillede. Det lykkedes ham til dels at hævde sig i publikums gunst ved siden af Jacques-Louis David, fra hvem hans senere arbejder også viser nogen påvirkning. 
Kendte arbejder er Perseus befrier Andromeda, Achilleus og Cheiron (Louvre), De tre Gratier (Louvre), Nedtagelsen fra korset (1789, Louvre), Jérôme Bonapartes bryllup etc. Mange billeder findes i franske provinsmuseer.